# Якобишвили, Зураб
Зураб Якобишвили (груз. ზურაბ იაკობიშვილი), род. 4 февраля 1992, Грузия) — грузинский борец вольного стиля, чемпион мира (2017) и  Европы (2022).
В 2021 году на чемпионате мира, который проходил в октябре в норвежской столице, стал бронзовым призёром в весовой категории до 70 кг. В четвертьфинале уступил польскому борцу Магомедмураду Гаджиеву и через утешительные поединки добрался до подиума.

## Достижения
- Чемпионат мира по борьбе (Осло, 2021);
- Чемпионат мира по борьбе (Будапешт, 2018);
- Чемпионат Европы по борьбе (Каспийск, 2018);
- Чемпионат мира по борьбе (Париж, 2017);
- Чемпионат Европы по борьбе (Нови-Сад, 2017);
- Чемпионат Грузии по вольной борьбе (2017);[1]
- Чемпионат Грузии по вольной  борьбе (2016);[2]
- Чемпионат Грузии по вольной  борьбе (2013);[3]
- Чемпионат Грузии по вольной борьбе (2012);[4]